# الموعه
الموعه (به عربی: الموعة) یک روستا در سوریه است که در ناحیه حربنفسه واقع شده‌است. الموعه ۳٬۷۷۶ نفر جمعیت دارد.